# Inhuma (gemeente)
Inhuma is een gemeente in de Braziliaanse deelstaat Piauí. De gemeente telt 15.490 inwoners (schatting 2009).